# Chaetomium trilaterale
Chaetomium trilaterale är en svampart som beskrevs av Chivers 1912. Chaetomium trilaterale ingår i släktet Chaetomium och familjen Chaetomiaceae.   Inga underarter finns listade i Catalogue of Life.